# Sluis (voormalige gemeente)
Sluis is een voormalige gemeente in de Nederlandse provincie Zeeland, die bestaan heeft van 1810 tot 1995.
De hoofdplaats van deze gemeente was de stad Sluis. In 1880 werd de gemeente Sluis uitgebreid met de tot dan toe zelfstandige gemeenten Sint Anna ter Muiden en Heille.
De gemeente Sluis overleefde de ingrijpende gemeentelijke herindeling van 1970. Toen werd de gemeente Retranchement bij Sluis gevoegd, maar behield ze haar zelfstandigheid.
Op 1 januari 1995 werd de gemeente Sluis opgeheven, om samen met Aardenburg de nieuwe gemeente Sluis-Aardenburg te gaan vormen. De gemeente had op het moment van opheffing een kleine 2900 inwoners.